# The Knick
The Knick – amerykański dramat medyczny, serial telewizyjny wyprodukowany przez Anonymous Content. Serial jest emitowany od 8 sierpnia 2014 roku przez stację Cinemax. W Polsce serial jest emitowany od 9 sierpnia 2014 roku przez stację Cinemax Polska.

Jeszcze przed premierą serialu stacja Cinemax zamówiła drugi sezon, w czasie emisji którego zapowiedziano realizację sezonu trzeciego. W marcu 2017 ogłoszono jednak decyzję o anulowaniu serialu.

## Fabuła
Akcja serialu dzieje się na początku XX wieku w Nowym Jorku. Serial opowiada o zespole lekarzy ze szpitala Knickerbocker, którzy pod kierownictwem dr Johna Thackery'ego wprowadzają pionierskie rozwiązania z dziedziny chirurgii. Thackery ma jeden problem – jest uzależniony od kokainy.

## Obsada
- Clive Owen jako dr John Thackery[6]
- André Holland jako dr Algernon Edwards[6]
- Jeremy Bobb jako Herman Barrow
- Juliet Rylance jako Cornelia Robertson[6]
- Eve Hewson jako Lucy Elkins[6]
- Michael Angarano jako dr Bertram „Bertie” Chickering Jr[6]
- Chris Sullivan jako Tom Cleary
- Cara Seymour jako Harriet
- Eric Johnson jako dr Everett Gallinger
- David Fierro jako Jacob Speight
- Maya Kazan jako Eleanor Gallinger
- Leon Addison Brown jako Jesse Edwards
- Grainger Hines jako August Robertson
- Matt Frewer jako dr J.M. Christiansen

## Odcinki
| Sezon | Sezon | Odcinki | Oryginalna emisja    | Oryginalna emisja    | Oryginalna emisja    | Oryginalna emisja    | Oryginalna emisja |
| Sezon | Sezon | Odcinki | Premiera sezonu      | Finał sezonu         | Premiera sezonu      | Finał sezonu         |                   |
| ----- | ----- | ------- | -------------------- | -------------------- | -------------------- | -------------------- | ----------------- |
|       | 1     | 10      | 8 sierpnia 2014      | 17 października 2014 | 9 sierpnia 2014      | 18 października 2014 |                   |
|       | 2     | 10      | 16 października 2015 | 18 grudnia 2015      | 17 października 2015 | 19 grudnia 2015      |                   |